# Johan Hedberg
Johan Hedberg es un deportista sueco que compitió en vela en la clase Finn. Ganó una medalla de plata en el Campeonato Europeo de Finn de 1986.

## Palmarés internacional
| \| Campeonato Europeo \| Campeonato Europeo \| Campeonato Europeo \| Campeonato Europeo \| \| Año \| Lugar \| Medalla \| Clase \| \| ------------------ \| ------------------ \| ------------------ \| ------------------ \| \| 1986 \| Hyères (Francia) \| Medalla de plata \| Finn \| |                  |                  |       |
| Campeonato Europeo |                  |                  |       |
| Año | Lugar            | Medalla          | Clase |
| 1986 | Hyères (Francia) | Medalla de plata | Finn  |